# John Butler (cầu thủ bóng đá, sinh năm 1937)
John H. Butler (1937 – 2010) là một cầu thủ bóng đá thi đấu ở vị trí trung vệ ở Football League cho Notts County và Chester. Ông có mặt trong đội hình Notts County thăng hạng từ Division Four mùa giải 1959–1960.
Butler chuyển đi từ Notts County đến Chester theo dạng chuyển nhượng tự do năm 1962.